# Aysha helvola
Aysha helvola là một loài nhện trong họ Anyphaenidae.
Loài này thuộc chi Aysha. Aysha helvola được Eugen von Keyserling miêu tả năm 1891.